# 萩原町立山之口小学校
萩原町立山之口小学校 （はぎわらちょうりつ やまのくちしょうがっこう）は、かつて岐阜県益田郡萩原町（現・下呂市）に存在した公立小学校。

## 概要
- 校区は萩原町山之口（旧・大野郡山之口村）であった。1988年、尾崎小学校と統合し、尾崎小学校の新設により廃校。
- 校舎（1952年建築）は現存し、改装後、宿泊研修施設の位山自然の家として利用されている[1]。

## 沿革
- 1873年（明治6年） - 大野郡山之口村に山之口小学校として開校。慈雲寺[注釈 3]の庫裡を仮校舎とする。
- 1875年（明治8年） - 
  - 宮村、阿多粕村、渚村、長淀村、木賊洞村、引下村、小坊村、有道村、無数河村、山梨村、久々野村、山之口村が合併し、位村となる。
  - 　新築移転する。
- 1883年（明治16年） - 位村が分割され、山之口村、宮村、久々野村[注釈 4]、河内村[注釈 5]となる。
- 1886年（明治19年） - 山之口簡易科小学校に改称する。
- 1892年（明治25年） - 山之口尋常小学校に改称する。
- 1919年（大正8年） - 山之口尋常高等小学校に改称する。
- 1941年（昭和16年）4月1日 - 山之口国民学校に改称する。
- 1947年（昭和22年）4月1日 - 山之口村立山之口小学校に改称する。
- 1952年（昭和27年）5月 - 新校舎（木造2階建）が完成する。
- 1956年（昭和31年）8月25日 - 益田郡萩原町、川西村、大野郡山之口村が合併し、改めて萩原町が発足。同時に萩原町立山之口小学校に改称する。
- 1987年（昭和62年） - 体育館が完成。
- 1988年（昭和63年）3月 - 統合により廃校。